# Yukimatsu Shumpo
Yukimatsu Shumpo (japanisch 幸松 春浦; geboren 30. Juni 1897 in Ōita (Präfektur Ōita); gestorben 6. März 1962) war ein japanischer Maler der Nihonga-Richtung.

## Leben und Werk
Yukimatsu Shumpo studierte Malerei unter Komuro Suiun und Himejima Chikugai (1840–1928). Auf der 2. „Teiten“ 1920 wurde zum ersten Mal ein Bild von ihm zugerlassen. Danach stellte er regelmäßig dort aus, wobei seine Bilder auf der 7. und 8. „Teiten“ eine besondere Auszeichnung erhielten. Ab 1928 konnte er juryfrei ausstellen. 1931 war er auf der „Ausstellung japanische Malerei“ in Berlin zu sehen.
Nach dem Zweiten Weltkrieg wurde er gebeten, auf der „Nitten“ auszustellen. Er bereiste in der Nachkriegszeit China und Korea. Zu seinen Bildern gehören
- „Shūshi“ (秋思) – „Herbstgedanken“,
- „雪路“ (雪路) – „Verschneite Straße“,
- „Rōshi“ (老子) – „Laozi“,
- „Ryoshū“ (旅愁) – „Schwermütige Reise“.